# Décio Randazzo Teixeira
Décio, właśc. Décio Randazzo Teixeira (ur. 28 grudnia 1941 w Belo Horizonte, zm. 28 października 2000 w Belo Horizonte) – brazylijski piłkarz, występujący na pozycji defensywnego pomocnika.

## Kariera klubowa
Piłkarską karierę Décio rozpoczął w Américe Belo Horizonte na przełomie lat pięćdziesiątych i sześćdziesiątych. Najlepszym okresem w karierze Décio była gra w Atlético Mineiro. Z Atlético Mineiro zdobył mistrzostwa stanu Minas Gerais – Campeonato Mineiro w 1963 roku. W Atlético Mineiro Décio rozegrał 184 spotkania i strzelił 4 bramki.

## Kariera reprezentacyjna
Jedyny raz w reprezentacji Brazylii Dary wystąpił 19 grudnia 1968 roku w wygranym 3-2 meczu towarzyskim z reprezentacją Jugosławii.
W 1960 roku Décio uczestniczył w Igrzyskach Olimpijskich w Rzymie. Na turnieju Décio wystąpił w dwóch meczach grupowych z reprezentacji Brazylii z Wielką Brytanią i Włochami.